# Robots bestiajos
Robots Bestiajos es una historieta serializada en 1993 del dibujante de cómics español Francisco Ibáñez perteneciente a la serie Mortadelo y Filemón.

## Trayectoria editorial
Serializada en 1993 en la revista Súper Mortadelo nºs 130 a 136, en 1996 se publicó en el n.º 121 de la Colección Olé.

## Sinopsis
Mortadelo y Filemón sufrirán el ataque de los Robots Bestiajos, ocultos bajo la apariencia de objetos inofensivos: ascensores, lámparas, fuentes, relojes, etc. Su misión es destruirlos.